# Boophis bottae
Boophis bottae är en groddjursart som beskrevs av Miguel Vences och Frank Glaw 2002. Boophis bottae ingår i släktet Boophis och familjen Mantellidae. IUCN kategoriserar arten globalt som livskraftig. Inga underarter finns listade.